# Williamsport (Pensilvania)
Williamsport es una ciudad ubicada en el condado de Lycoming en el estado estadounidense de Pensilvania. En el año 2009 tenía una población de 29 304 habs. y una densidad poblacional de 3456 hab/km². Está ubicada a la orilla del West Branch Susquehanna, poco antes de su confluencia con el río Susquehanna.

## Geografía
Williamsport se encuentra ubicada en las coordenadas 41°14′40″N 77°1′7″O / 41.24444, -77.01861.

## Demografía
Según la Oficina del Censo en 2000 los ingresos medios por hogar en la localidad eran de $25,946 y los ingresos medios por familia eran $33,844. Los hombres tenían unos ingresos medios de $26,668 frente a los $20,196 para las mujeres. La renta per cápita para la localidad era de $14,707. Alrededor del 21.5% de la población estaba por debajo del umbral de pobreza.